# Carrsville
Carrsville és una població dels Estats Units a l'estat de Kentucky. Segons el cens del 2000 tenia 64 habitants.

## Demografia
Segons el cens del 2000, Carrsville tenia 64 habitants, 35 habitatges, i 17 famílies. La densitat de població era de 145,4 habitants/km².
Dels 35 habitatges en un 11,4% hi vivien nens de menys de 18 anys, en un 40% hi vivien parelles casades, en un 2,9% dones solteres, i en un 51,4% no eren unitats familiars. En el 48,6% dels habitatges hi vivien persones soles el 20% de les quals corresponia a persones de 65 anys o més que vivien soles. El nombre mitjà de persones vivint en cada habitatge era d'1,83 i el nombre mitjà de persones que vivien en cada família era de 2,53.
Per edats la població es repartia de la següent manera: un 14,1% tenia menys de 18 anys, un 3,1% entre 18 i 24, un 28,1% entre 25 i 44, un 29,7% de 45 a 60 i un 25% 65 anys o més.
L'edat mediana era de 48 anys. Per cada 100 dones de 18 o més anys hi havia 129,2 homes.
La renda mediana per habitatge era de 21.500 $ i la renda mediana per família de 26.250 $. Els homes tenien una renda mediana de 41.250 $ mentre que les dones 13.750 $. La renda per capita de la població era de 15.289 $. Entorn del 12,5% de les famílies i el 9,3% de la població estaven per davall del llindar de pobresa.

## Poblacions més properes
El següent diagrama mostra les poblacions més properes.